# Quadrophenia (trilha sonora)
Quadrophenia é uma trilha sonora lançada pela banda de rock britânica The Who para o filme homônimo de 1979 dirigido por Franc Roddam. Foi produzida por John Entwistle, que remixou algumas das canções do álbum original de 1973. Apresenta ainda três faixas inéditas da banda – "Four Faces, "Get Out and Stay Out" e "Joker James" – as duas últimas marcando a primeira colaboração de Kenney Jones como integrante do The Who após a morte de Keith Moon.

## Faixas

### LP original
Todas as canções gravadas pelo The Who, a não ser quando indicado em contrário.
Lado um
1. "I Am the Sea" – 2:03
2. "The Real Me" – 3:28
3. "I'm One" – 2:40
4. "5:15" – 4:50
5. "Love Reign O'er Me" – 5:11

Lado dois
1. "Bell Boy" – 4:55
2. "I've Had Enough" – 6:11
3. "Helpless Dancer" – 0:22
4. "Doctor Jimmy" – 7:31

Lado três
1. "Zoot Suit" (The High Numbers) – 2:00
2. "Hi-Heel Sneakers" (Cross Section) – 2:46
3. "Get Out and Stay Out" – 2:26
4. "Four Faces" – 3:20
5. "Joker James" – 3:13
6. "The Punk and the Godfather" – 5:21

Lado quatro
1. "Night Train" (James Brown) – 3:38
2. "Louie Louie" (The Kingsmen) – 2:41
3. "Green Onions" (Booker T. & the M.G.'s) – 2:46
4. "Rhythm of the Rain" (The Cascades) – 2:28
5. "He's So Fine" (The Chiffons) – 1:52
6. "Be My Baby" (The Ronettes) – 2:30
7. "Da Doo Ron Ron" (The Crystals) – 2:09

### Relançamento em CD de 1993
Uma versão alternativa da trilha-sonora foi lançada em CD em 1993 como Songs from Quadrophenia, trazendo apenas as faixas gravadas pelo The High Numbers e pelo The Who. O álbum mantém as faixas do Who na mesma ordem do LP duplo, mas começa com as duas faixas do High Numbers.
1. "I'm the Face" (The High Numbers) – 2:31
2. "Zoot Suit" (The High Numbers) – 2:00
3. "I Am the Sea" – 2:03
4. "The Real Me" – 3:30
5. "I'm One" – 2:40
6. "5:15" – 4:51
7. "Love Reign O'er Me" – 5:11
8. "Bell Boy" – 4:57
9. "I've Had Enough" – 6:12
10. "Helpless Dancer" – 0:23
11. "Doctor Jimmy" – 7:32
12. "Get Out and Stay Out" – 2:28
13. "Four Faces" – 3:21
14. "Joker James" – 3:14
15. "The Punk and the Godfather" – 5:28

### Relançamento em CD de 2000
Outra versão da trilha-sonora foi lançada em CD em 2000 como Music from the Soundtrack of the Who Film Quadrophenia, restaurando as faixas para sua configuração original e adicionando "I'm The Face" à tracklist.
1. "I Am the Sea" – 2:03
2. "The Real Me" – 3:28
3. "I'm One" – 2:40
4. "5:15" – 4:50
5. "Love Reign O'er Me" – 5:11
6. "Bell Boy" – 4:55
7. "I've Had Enough" – 6:11
8. "Helpless Dancer" – 0:22
9. "Doctor Jimmy" – 7:31
10. "Zoot Suit" (The High Numbers) – 2:00
11. "Hi-Heel Sneakers" (Cross Section) – 2:46
12. "Get Out and Stay Out" – 2:26
13. "Four Faces" – 3:20
14. "Joker James" – 3:13
15. "The Punk and the Godfather" – 5:21
16. "Night Train" (James Brown) – 3:38
17. "Louie Louie" (The Kingsmen) – 2:41
18. "Green Onions" (Booker T. & the M.G.'s) – 2:46
19. "Rhythm of the Rain" (The Cascades) – 2:28
20. "He's So Fine" (The Chiffons) – 1:52
21. "Be My Baby" (The Ronettes) – 2:30
22. "Da Doo Ron Ron" (The Crystals) – 2:09
23. "I'm the Face" (The High Numbers) – 2:29